# Epeolus cruciger
Epeolus cruciger (лат.) — вид земляных пчёл-кукушек из семейства Apidae.  Палеарктика. Мелкие слабоопушенные пчёлы, с беловато-жёлтыми отметинами на теле как у ос и рыжевато-красными ногами. Длина 5—8 мм. Клептопаразиты пчёл рода Colletes (C. succinctus, C. marginatus, C. hederae), в гнёзда которых откладывают свои яйца. Имаго отмечены в июне-сентябре и, как правило, на тех же растениях, что и их пчёлы-хозяева. На цветах Calluna vulgaris, Trifolium arvense, Tanacetum vulgare, Jasione montana. Скапус буровато-чёрный. Максиллярные щупики 1-члениковые. 2-й стернит брюшка матовый. У самок на 6-м стерните брюшка расположены ланцетовидные, мелко зазубренные отростки. В переднем крыле три радиомедиальных ячейки, 1-я из них много крупнее 3-й. Вершина радиальной ячейки (по форме она эллиптическая) удалена от переднего края крыла. Задние голени со шпорами.
В Европе обитает в следующих странах: Австрия, Великобритания, Венгрия, Германия, Дания, Италия, Литва, Польша, Россия, Словакия, Словения, Финляндия, Франция, Чехия, Швейцария. В России, кроме европейской части, отмечен в Сибири и на Дальнем Востоке (Бурятия, Забайкалье, Сахалин, Якутия).